# Dirty Deeds Done Dirt Cheap (piosenka)
Dirty Deeds Done Dirt Cheap – piosenka australijskiego zespołu hardrockowego AC/DC, wydana jako drugi singiel z, opublikowanego tylko w Australii, trzeciego albumu studyjnego grupy, Dirty Deeds Done Dirt Cheap (1976). Utwór trafił także na drugi ogólnoświatowy album grupy o tym samym tytule oraz na album koncertowy AC/DC Live (1992). Wersję koncertową zamieszczono na wydawnictwie DVD Rough & Tough (2005). Piosenka jest jedną z najbardziej kontrowersyjnych, jakie zespół stworzył.

## Listy przebojów
1980
- UK Singles Chart – 47[1]

1993
- New Zealand Singles Chart – 34[2]